# Hyloconis lespedezae
Hyloconis lespedezae là một loài bướm đêm thuộc họ Gracillariidae. Loài này có ở Nhật Bản (Hokkaido, Honshu và Kyushu), Hàn Quốc và vùng Viễn Đông Nga.
Sải cánh dài 6.5–7 mm. Ấu trùng ăn Lespedeza bicolor. Chúng ăn lá nơi chúng làm tổ.